# Suleiman al-Obeid
Suleiman al-Obeid (en árabe: سليمان العبيد‎; Gaza, Palestina; 24 de marzo de 1984 – Franja de Gaza, Palestina; 6 de agosto de 2025) fue un futbolista palestino que jugó en las posiciones de extremo y delantero.

## Carrera

### Club
| Periodo   | Club                    |
| --------- | ----------------------- |
| 2007–2009 | Khadamat Al-Shatea      |
| 2009–2013 | Markaz Shabab Al-Am'ari |
| 2013–2014 | Khadamat Al-Shatea      |
| 2014–2016 | Gaza Sport              |
| 2016–2023 | Khadamat Al-Shatea      |

### Selección nacional
Jugó con Palestina en diecinueve ocasiones de 2007 a 2013 y anotó dos goles. Su primer gol internacional lo anotó el 27 de septiembre de 2010 en la victoria por 3-1 ante Yemen en Amman por el Campeonato de la WAFF 2010. También jugó en la Clasificación para la Copa Desafío de la AFC 2012 y en la clasificación de AFC para la Copa Mundial de Fútbol de 2014, además de participar en dos ediciones de los Juegos Asiáticos
| No. | Fecha                    | Sede                                         | Rival     | Marcador | Resultado | Torneo                     |
| --- | ------------------------ | -------------------------------------------- | --------- | -------- | --------- | -------------------------- |
| 1   | 27 de septiembre de 2010 | Amman International Stadium, Amman, Jordania | Yemen     | 1–2      | 1–3       | Campeonato de la WAFF 2010 |
| 2   | 22 de agosto de 2011     | Manahan Stadium, Surakarta, Indonesia        | Indonesia | 1–0      | 1–4       | Amistoso                   |

## Muerte
El 6 de agosto de 2025, Obeid fue asesinado a tiros por las Fuerzas de Defensa de Israel (FDI) durante la Guerra de Gaza mientras esperaba para conseguir ayuda humanitaria. Sobrevivieron su esposa y cinco hijos.

## Logros
- Liga del West Bank (1): 2011